# Bengt Berndtsson
Bengt Berndtsson (Göteborg, 26 de janeiro de 1933 – Göteborg, 4 de junho de 2015) foi um ex-futebolista sueco. Ele competiu na Copa do Mundo FIFA de 1958, sediada na Suécia, na qual a seleção de seu país foi a vice-campeã.